# Iago (piłkarz)
Iago Amaral Borduchi (ur. 23 marca 1997 w Monte Azul Paulista) – brazylijski piłkarz włoskiego pochodzenia występujący na pozycji obrońcy w niemieckim klubie FC Augsburg. Wychowanek SC Internacional. Młodzieżowy reprezentant Brazylii.